# Troféu Osmar Santos
O Troféu Osmar Santos é um prêmio concedido à equipe que termina o primeiro turno do Campeonato Brasileiro de Futebol na primeira colocação. Este prêmio foi criado pelo diário esportivo Lance! em 2004.
É o equivalente ao Troféu João Saldanha, que é concedido à melhor equipe do segundo turno.

## Ranking dos Clubes
|     | Clube            | Títulos                     | Vices                 |
| --- | ---------------- | --------------------------- | --------------------- |
| 1º  | Corinthians      | 4 (2005, 2011, 2015 e 2017) | 2 (2010 e 2022)       |
| 2º  | São Paulo        | 4 (2006, 2007, 2018 e 2020) | 1 (2014)              |
| 3º  | Palmeiras        | 2 (2016 e 2022)             | 3 (2009, 2019 e 2021) |
| 4º  | Atlético Mineiro | 2 (2012 e 2021)             | 2 (2015 e 2016)       |
| 4º  | Botafogo         | 2 (2023 e 2024)             | 2 (2007 e 2013)       |
| 6º  | Cruzeiro         | 2 (2013 e 2014)             | 1 (2008)              |
| 7º  | Internacional    | 1 (2009)                    | 3 (2006, 2018 e 2020) |
| 8º  | Grêmio           | 1 (2008)                    | 2 (2017 e 2023)       |
| 8º  | Fluminense       | 1 (2010)                    | 2 (2005 e 2012)       |
| 9º  | Flamengo         | 1 (2019)                    | 1 (2011)              |
| 10º | Santos           | 1 (2004)                    | 0                     |
| 11º | Ponte Preta      | 0                           | 1 (2004)              |

## Vencedores do troféu que não venceram o campeonato
- Em 2008, o Grêmio venceu o primeiro turno, mas quem venceu o Brasileirão foi o São Paulo, que terminou o turno na 4ª colocação. O Grêmio terminaria o campeonato na 2ª posição.[1]
- Em 2009, o Internacional foi o campeão do turno, mas ficou com o vice-campeonato. O campeão foi o Flamengo, clube que pulou do 7° lugar no turno, para o título.[1]
- Em 2012, a sequência foi novamente quebrada. O Atlético-MG, campeão do turno, acabou ficando com o vice-campeonato, enquanto o vice-líder no turno, Fluminense, ficou com a taça.[1]
- Em 2018 e 2020, o São Paulo ganhou o primeiro turno, mas perdeu o título para Palmeiras e Flamengo, respectivamente, sendo o único time a vencer o primeiro turno e terminar o campeonato abaixo da 2ª posição, ficando em 5º lugar em 2018 e em 4º em 2020.
- Em 2023, o Botafogo fez o melhor primeiro turno da história, mas o campeão foi o Palmeiras. O clube carioca terminou o campeonato na 5ª colocação.